# Garry Tallent
Garry Tallent, född 27 oktober 1949 i Detroit, Michigan, och uppvuxen i Neptune City, New Jersey, är en amerikansk musiker och skivproducent. Han är mest känd basist och ursprungsmedlem i E Street Band.
När Bruce Springsteen upplöste E Street Band 1989 flyttade Tallent till  Nashville, Tennessee. Där påbörjade han en karriär som skivproducent och studiobasist. Tallent kom tillbaka till E Street Band när Springsteen återförenade bandet 1995 för inspelning av nya låtar till sitt album Greatest Hits.
Innan E Street Band bildades spelade Tallent med Little Melvin & The Invaders (1967), Downtown Tangiers Band (1968), The Jaywalkers (1968), Moment Of Truth (1968), Glory Road (1969-1970), Dr Zoom And The Sonic Boom (1971-1972) och The Bruce Springsteen Band (1972).